# Genetische Ökologie
Genetische Ökologie untersucht die Stabilität, die Expression und Bewegung genetischen Materials in natürlichen Umgebungen (Ökosystemen) wie Böden, Gewässern und/oder Verdauungstrakten. Üblicherweise wird genetische Information nicht außerhalb eines Organismus betrachtet, mit Ausnahme der forensischen Kriminalistik. Doch genetisches Material kann von verschiedenen Organismen, die in einem abiotischen Medium existieren, durch natürliche Transformationsprozesse aufgenommen werden. Daher konzentriert sich dieses Forschungsfeld auf die Interaktion, den Austausch und die Expression genetischen Materials, das ohne eine gemeinsame Umwelt nicht zwischen Arten geteilt worden wäre.

## Geschichte
E. B. Ford war der erste Genetiker, der in diesem Forschungsfeld arbeitete. Ford war vor allem in den 1950er Jahren aktiv und ist besonders für seine Arbeiten an Maniola jurtina bekannt. Er veröffentlichte 1975 ein Buch mit dem Titel Ecological Genetics. Diese Art der evolutionsbiologischen Forschung wurde erst möglich, nachdem 1937 die Gelelektrophorese entwickelt wurde. Vor dieser Entwicklung gab es keine Hochdurchsatzmethoden zur DNA-Analyse. Dieses Forschungsfeld wurde nach den 1980er Jahren zunehmend populär, insbesondere mit der Einführung der Polymerase-Kettenreaktion (PCR, 1985) und der Polyacrylamid-Gelelektrophorese (1967). Mit diesen Technologien konnten DNA-Abschnitte sequenziert, amplifiziert und Proteine mithilfe bakterieller Transformationen hergestellt werden. Dadurch war es möglich, genetisches Material und Proteine zu analysieren und präzisere phylogenetische Stammbäume zu erstellen.
Seit Fords Arbeiten haben zahlreiche genetische Ökologen, wie P. T. Hanford, Alina von Thaden und viele Andere dieses Feld weiterentwickelt.

## Gentransfer
Genetische Information kann auf verschiedene Weise innerhalb eines Ökosystems übertragen werden. Eine dieser Methoden, auf kleinster Ebene, ist der bakterielle Gentransfer (siehe Transformation (Genetik)). Bakterien sind in der Lage, DNA auszutauschen. Dieser DNA-Austausch, auch horizontaler Gentransfer genannt, kann verschiedenen Bakterienspezies die genetischen Informationen liefern, die sie benötigen, um in einer Umwelt zu überleben. Dies kann vielen Bakterienspezies helfen, innerhalb eines Ökosystems zu überleben.
Ein ähnliches Ereignis kann zwischen Pflanzen und Bakterien auftreten. Zum Beispiel hat Agrobacterium tumefaciens die Fähigkeit, Gene in Pflanzen einzuführen und dadurch die Entwicklung der Gallenkrankheit auszulösen. Dies geschieht durch den genetischen Transfer zwischen A. tumefaciens und der betroffenen Pflanze.
Tatsächlich tritt ein ähnliches Ereignis jedes Mal auf, wenn Viren lebende Organismen infizieren. Die Viren, unabhängig davon, ob es sich um positiv- oder negativsträngige Viren handelt, benötigen einen lebenden Organismus, um ihre Gene zu replizieren und neue Viren zu produzieren. Sobald ein Virus in einem lebenden Organismus ist, nutzt es Polymerasen, Ribosomen und andere Biomoleküle, um sein eigenes genetisches Material zu replizieren und mehr Virusmaterial herzustellen, das dem ursprünglichen Virus ähnelt. Daher kann der Gentransfer auf viele verschiedene Weisen erfolgen. Die Untersuchung dieses Gentransfers in jedem Ökosystem, sei es durch ein bakterielles Ökosystem oder durch das eines Organismus, gehört zur genetischen Ökologie, die sich mit diesem Prozess und seinen Ursachen beschäftigt.